# V8 (silnik JavaScript)
V8 – otwarty silnik JavaScript, stworzony i rozwijany przez Google, używany w przeglądarce Google Chrome. Implementuje specyfikację ECMAScript. Może zostać uruchomiony samodzielnie lub zostać osadzony w dowolnej aplikacji C++.
Głównym programistą jest Lars Bak.
V8 zwiększa wydajność przez kompilację JavaScript do kodu maszynowego przed wykonaniem go, a nie do kodu bajtowego i interpretowania go. Dalszy wzrost wydajności osiągnięto dzięki zastosowaniu technik optymalizacji, takich jak buforowanie inline.